# A World Without Heroes
A World Without Heroes è un brano dei Kiss, pubblicato all'interno dell'album Music from "The Elder" il 10 novembre 1981.

## Il brano
Il brano (il cui nome inizialmente doveva essere Every Little Bit of Your Heart, modificato in seguito per renderlo attinente all'album) è una power ballad cantata da Gene Simmons, composta da lui stesso assieme a Paul Stanley, Bob Ezrin e Lou Reed. A World Without Heroes è l'unico brano dell'album ad essere stato pubblicato come singolo, assieme a Dark Light, brano composto da Ace Frehley presente come B-side.
Per promuovere il singolo (che raggiungerà la cinquantaseiesima posizione negli Stati Uniti e la cinquantacinquesima nel Regno Unito) è stato realizzato un video (il primo dei Kiss ad essere trasmesso su MTV) in cui si vede il gruppo esibirsi in uno spazio nero in cui i membri del gruppo sono illuminati da un occhio di bue. Di questo brano esiste anche una versione acustica, presente nell'album Kiss Unplugged del 1996.

## Cover
- Nel 1991 la cantante statunitense Cher ne ha rifatto una versione che ha poi incluso nel suo album Love Hurts.
- Una interpretazione del brano, ad opera dell'artista David Gionfriddo, è presente nel CD Kissed By Kiss (che comprende 22 cover di brani dei Kiss suonate da artisti e band italiane), allegato al libro omonimo (Celtic Moon Edizioni, 2014), enciclopedia kissiana dedicata alle collaborazioni che i singoli membri dei Kiss hanno effettuato con altri artisti.

## Tracce
- Lato A: A World Without Heroes
- Lato B: Dark Light

## Formazione
- Gene Simmons - voce, basso
- Paul Stanley - chitarra ritmica e solista[4]
- Eric Carr - batteria